# Welsh Not

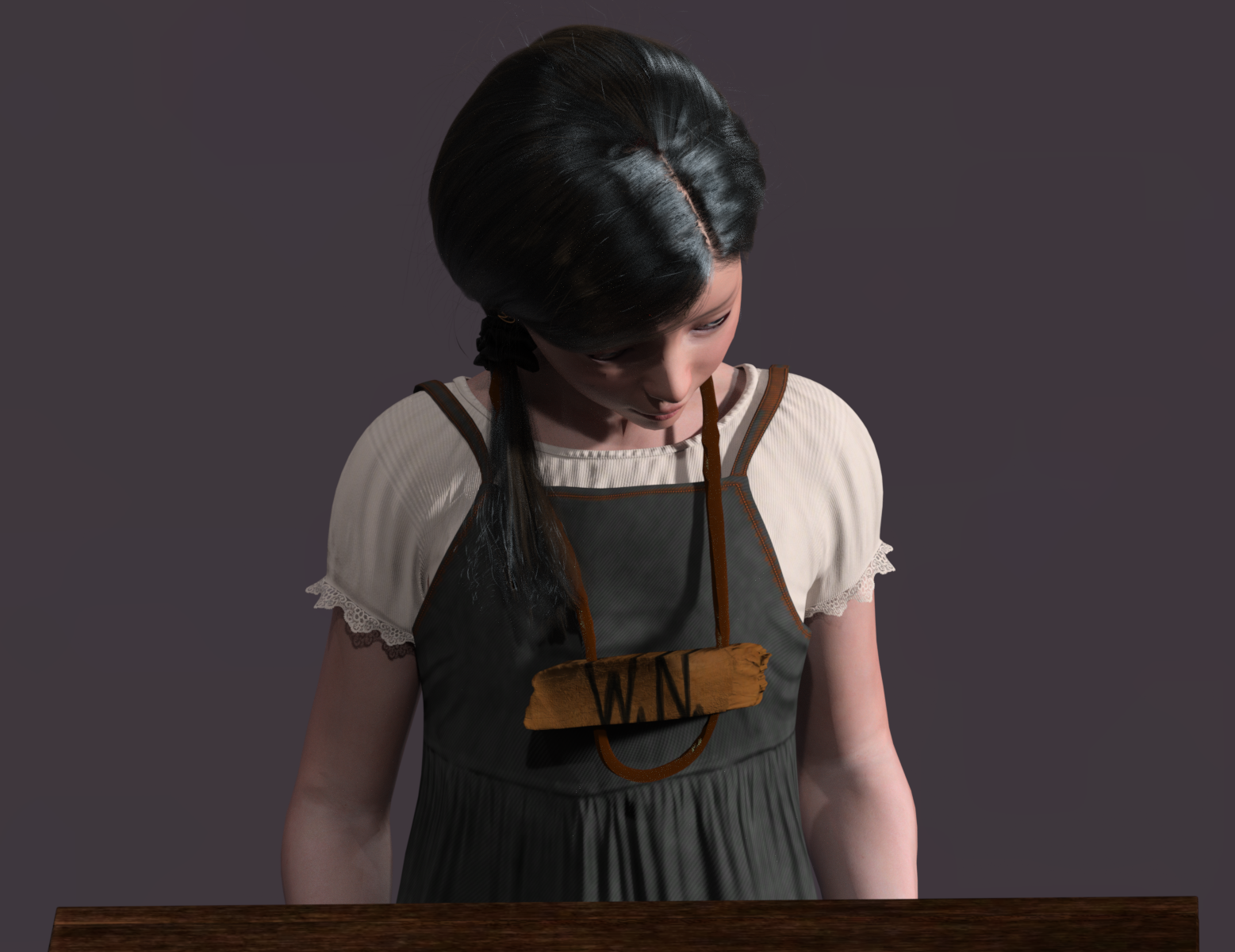
Generowany komputerowo obraz uczennicy noszącej napis „Welsh Not”

Welsh Not, Welsh Note – rodzaj kary stosowanej w niektórych szkołach na terenie Walii pod koniec XIX i na początku XX wieku, mający na celu powstrzymanie dzieci od używania języka walijskiego i zmuszający je do mówienia w języku angielskim. Kara ta polegała na zawieszaniu na szyi dzieci posługujących się w szkole językiem walijskim kawałka drewna lub tabliczki z wyrytymi literami „WN” (Welsh Not).
Dziecko ukarane „Not” nosiło je do czasu, gdy inne dziecko zostało przyłapane na mówieniu w języku walijskim i otrzymywało tabliczkę. Dziecko, które nosiło „WN”, pod koniec dnia ponosiło karę w postaci chłosty. W czasach, gdy angielski uważany był przez wielu za jedyny oficjalny język, „not” miało na celu wyeliminowanie ze szkół języka walijskiego. Dyrektorzy szkół byli zobowiązani do uzyskania zgody rodziców przed wprowadzeniem w życie polityki „Welsh Not”.

## Historia
Użycie „Not” zostało odnotowane w XVIII wieku; powszechnie był również znany jako „Walijski kij” lub „Walijski ołów” (bryłka ołowiu). Praktyka ta została wspomniana w książce z 1847 roku Reports of the commissioners of enquiry into the state of education in Wales, znanej również jako Treachery of the Blue Books. Raporty te stwierdzały, że poziom edukacji w Walii znajdował się na bardzo niskim poziomie. Autorzy postrzegali język walijski jako skazę oraz uznali, że jedyną możliwością aby poprawić status moralny i materialny ludzi jest wprowadzenie języka angielskiego. Chociaż raporty krytykowały wiele aspektów kultury walijskiej jak również sam język walijski, pomimo tego niektórzy ich autorzy nazywają istnienie i praktykowanie „Not” jako samowolne i okrutne. Raporty nie popierały tej praktyki i stwierdzały, że ogromna część edukacji w społecznościach mówiących w języku walijskim odbywała się właśnie w tym języku. 
W późniejszych dekadach XIX wieku walijski „Not” był używany tylko w mniejszości szkół. Za sprawą ustawy samorządowej z 1888 r., gdy komitety odpowiedzialne za lokalne szkoły państwowe zostały wchłonięte przez władze hrabstw, nauczanie w języku walijskim stało się normą w szkołach podstawowych na terenach gdzie dominowała ludność walijskojęzyczna. Nie ma dowodu potwierdzającego, że szkoły średnie, w których nauczanie powszechnie odbywało się w języku angielskim, stosowały „not”.
Susan Jones, członek parlamentu z Clwyd South, stwierdziła w 2010 roku, że praktyka używania kary „Welsh Not”, zawierająca również chłostę, nadal była stosowana w niektórych szkołach w jej okręgu wyborczym „jeszcze w latach 30. i 40. XX wieku”.